# Bundes-Bodenschutz- und Altlastenverordnung
Die Bundes-Bodenschutz- und Altlastenverordnung (BBodSchV) ist eine Ergänzung zum Bundes-Bodenschutzgesetz. Sie präzisiert den Umgang mit Altlasten und Altlastverdachtsflächen im Bundesgebiet.
Die Bundes-Bodenschutz- und Altlastenverordnung ist in fünf Abschnitte untergliedert:
- Abschnitt 1: Allgemeine Vorschriften
- Abschnitt 2: Vorsorge gegen das Entstehen schädlicher Bodenveränderungen
- Abschnitt 3: Abwehr und Sanierung schädlicher Bodenveränderungen und Altlasten
- Abschnitt 4: Vorerkundung, Probennahme und -analyse
- Abschnitt 5: Gemeinsame Bestimmungen

Der erste Abschnitt definiert den Anwendungsbereich und enthält die Begriffsbestimmungen.